# Баз-Бахадур-шах

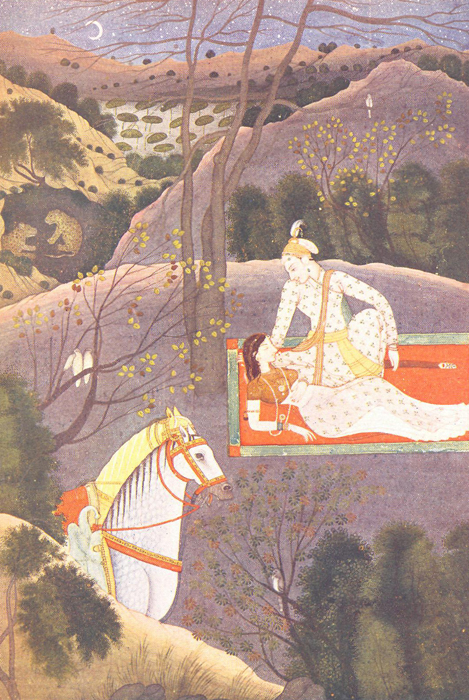
Баз Бахадур и Рупамати

Баз-Бахадур-шах — последний султан Малвы в центральной Индии, который правил с 1555 по 1562 год.
Этот султан Малвы вошёл в историю благодаря своей любви к индусской поэтессе и танцовщице Рупамати (Рупмати). Он сделал её одной из своих жён и их любовь длилась на протяжении семи лет.
В 1560 году Акбар I Великий послал войско, чтобы покорить Малву, которое нанесло первое значительное поражение войскам Баз-Бахадура. Окончательный разгром войска Баз-Бахадура состоялся в 1562 году. Баз-Бахадур-шах оставленный своим войском бежал в Читторгарх.
Узнав о поражении возлюбленного Рупамати покончила с собой. Этот поступок выходил за рамки принятые в раджпутском обществе, но со временем легенда об их любви была весьма сильно идеализирована.